# Tristagma
Tristagma es un género de plantas herbáceas, perennes y bulbosas geófitas perteneciente a la subfamilia Allioideae de las amarilidáceas. Comprende aproximadamente 49 especies. Es originario de Brasil y Sudamérica.

## Taxonomía
El género fue descrito por Eduard Friedrich Poeppig y publicado en Fragmentum Synopseos Plantarum Phanerogamum 8. 1833. La especie tipo es: Tristagma nivale Poepp. & Endl. 

## Especies
- Tristagma ameghinoi (Speg.) Speg.
- Tristagma anemophilum   Ravenna
- Tristagma atreucoense Ravenna
- Tristagma bivalve (Hook. ex Lindl.) Traub
- Tristagma brevipes (Kuntze) Traub
- Tristagma circinatum (Sandwith) Traub
- Tristagma fragrans Ravenna
- Tristagma gracile (Phil.) Traub
- Tristagma graminifolium (Phil.) Ravenna
- Tristagma hirtellum (Kunth) Traub
- Tristagma leichtlinii (Baker) Traub
- Tristagma lineatum Ravenna
- Tristagma lomarum Ravenna
- Tristagma malalhuense Ravenna
- Tristagma mirabile Ravenna
- Tristagma nahuelhuapinum Ravenna
- Tristagma nivale Poepp.
- Tristagma patagonicum (Baker) Traub
- Tristagma peregrinans Ravenna
- Tristagma philippii Gand.
- Tristagma poeppigianum (Gay) Traub
- Tristagma porrifolium (Poepp.) Traub
- Tristagma sellowianum (Kunth) Traub
- Tristagma sessile (Phil.) Traub
- Tristagma sociale Ravenna
- Tristagma staminosum Ravenna
- Tristagma tweedianum (Baker) Traub
- Tristagma uniflorum (Lindl.) Traub
- Tristagma vittatum (Griseb.) Traub
- Tristagma yauriense Ravenna